# Gropeni (okręg Braiła)
Gropeni – wieś w Rumunii, w okręgu Braiła, w gminie Gropeni. W 2011 roku liczyła 3296 mieszkańców.